# Mecometopus ludicrus
Mecometopus ludicrus är en skalbaggsart som beskrevs av Julius Melzer 1935. Mecometopus ludicrus ingår i släktet Mecometopus och familjen långhorningar. Inga underarter finns listade i Catalogue of Life.